# Jalžabet
Jalžabet es un municipio de Croacia situado en el condado de Varaždin. Según el censo de 2021, tiene una población de 3183 habitantes.

## Geografía
La altitud del municipio oscila entre los 310 y los 150 metros sobre el nivel del mar.

## Demografía
Según el censo de 2011, en ese momento la población del municipio era de 3615 habitantes, distribuidos en las siguientes localidades:
- Imbriovec Jalžabetski - 315
- Jakopovec - 482
- Jalžabet - 1066
- Kaštelanec - 418
- Kelemen - 583
- Leštakovec - 265
- Novakovec - 456
- Pihovec - 21

| Gráfica de población de Jalžabet 1880-2021                          |
|                                                                     |
| Según los censos de población de la Oficina de Estadísticas Croata. |